# Mandibule de Mauer
La mandibule de Mauer est le plus ancien fossile du genre Homo découvert en Allemagne. Elle a été trouvée en 1907 dans une sablière de la ville de Mauer, à environ 10 km au sud-est de Heidelberg, dans le Bade-Wurtemberg. Elle a servi à définir une nouvelle espèce, Homo heidelbergensis, dont elle constitue l'holotype. En 2010, la mandibule a été datée de 609 000 ± 40 000 ans. 

## Historique
|                                      |  |  |
| Otto Schoetensack et Daniel Hartmann |  |  |

Le 21 octobre 1907, l'ouvrier Daniel Hartmann a mis au jour une mandibule dans la sablière de Grafenrain, à Mauer (Bade-Wurtemberg), à une profondeur de 24,63 m, qu'il reconnut comme un reste humain. Il était familier des fossiles après les sensibilisations qu'avait organisées Otto Schoetensack pendant une vingtaine d'années, après la découverte en 1887 d'un crâne d'éléphant à défenses droites, tandis que ce dernier se rendait lui-même souvent dans la gravière en quête de « traces d'humanité ».
La mandibule a d'abord été jetée en l'air avec une pelletée de sable pendant que l'ouvrier travaillait, déjà éclatée en deux parties. Un morceau de la partie gauche s'est cassé et n'a jamais été récupéré. Une épaisse croûte calcaire était coincée entre les dents, tandis qu'un bloc de 15 x 10 cm tenaillait le fossile. Leur élimination ultérieure a conduit à d'autres dommages, comme des éclats d'émail. En outre, les deux prémolaires gauches ont définitivement disparu à la suite d'un stockage inadéquat lors de la Seconde Guerre mondiale.
Schoetensack analysa le fossile, confirma la découverte, et présenta les résultats de ses études à l'automne de l'année suivante dans une monographie intitulé « La mâchoire inférieure d'Homo heidelbergensis d'une sablière de Mauer, près de Heidelberg : une contribution à la paléontologie humaine ». Le 19 novembre 1907, il déclara dans un document juridique que l'entrepreneur minier Josef Rösch faisait don du spécimen à l'université de Heidelberg. À ce jour, la mandibule demeure dans l'Institut de Géologie-Paléontologie de l'université, dont elle constitue « l'objet le plus précieux ». Le numéro de collection du fossile « GPIH 1 » et « MAUER 1 » sont écrits sur le côté intérieur de l'articulation droite de la mâchoire. GPIH signifie Geologisch-Paläontologisches Institut Heidelberg.

Illustrations de la monographie d'Otto Schoetensack
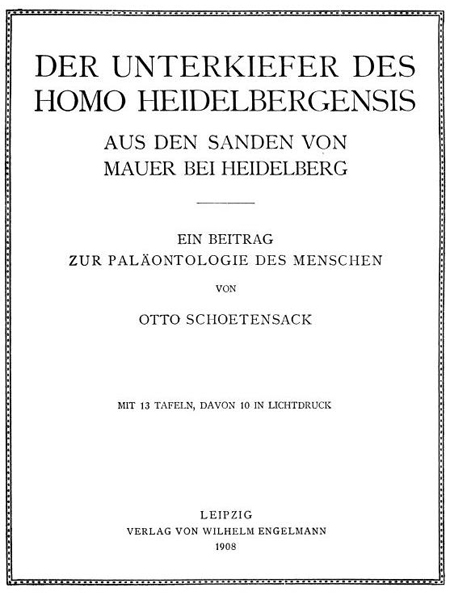
Couverture de la monographie qui décrit la découverte et Homo heidelbergensis.
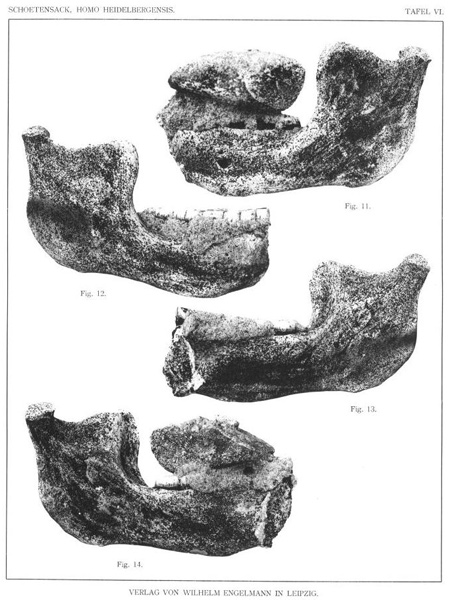
État de découverte avec le calcaire agrégé.
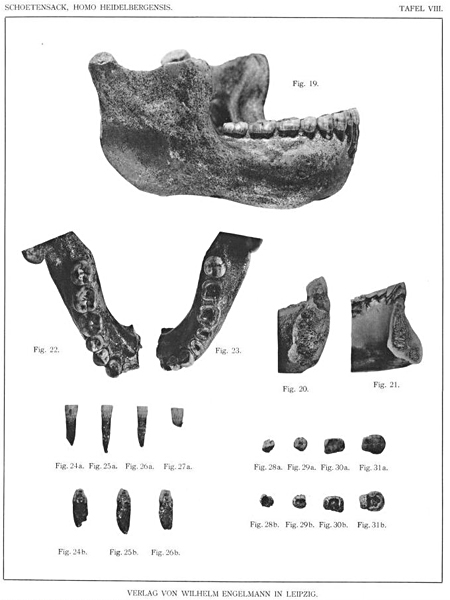
État après nettoyage.
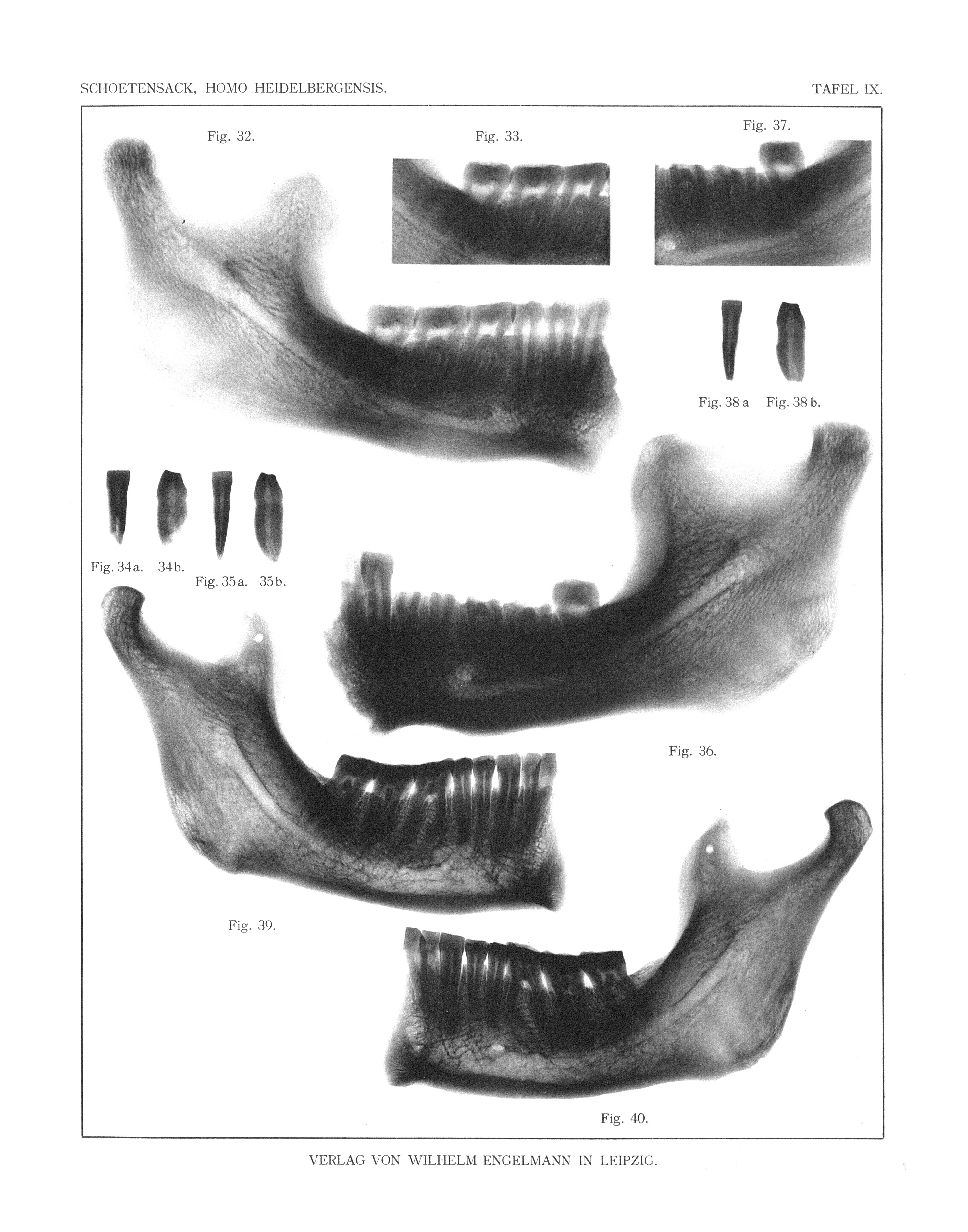
Radiographie.
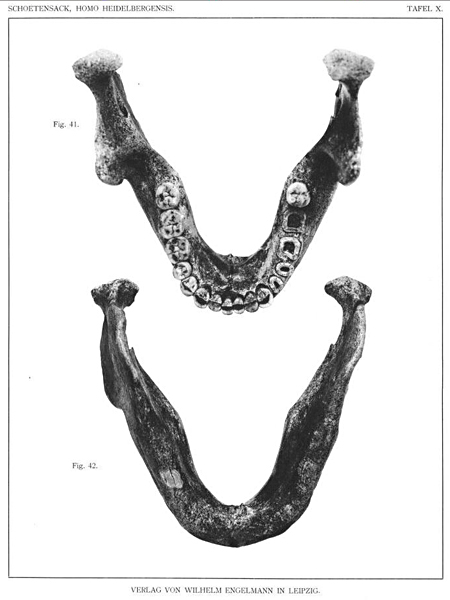
Vues supérieures et inférieures.

Des découvertes ultérieures, les artéfacts de Hornstein, ont été réalisées en 1924 par Karl Friedrich Hormuth. Ils ont été interprétés comme des outils d'Homo heidelbergensis. En 1933, Wilhelm Freudenberg découvrit un fragment d'os frontal qui pourrait aussi être associé à Homo heidelbergensis.

## Datations

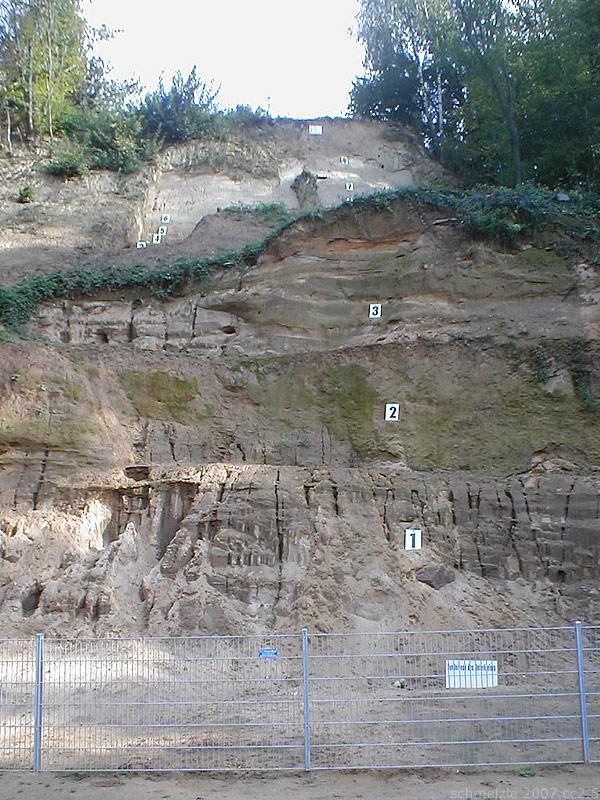
Couches sédimentaires au bord de la sablière de Mauer en 2007.

Schoetensack avait déjà obtenu qu'une pierre commémorative, avec une ligne représentant le niveau de la découverte, soit placée au fond de la sablière. Mais on ignore si son souhait a vraiment été exécuté car la partie de la sablière où eut lieu la découverte a été remplie de terre pour être cultivée, puis fut déclarée réserve naturelle en 1982. Le site n'est donc pas accessible à la recherche actuellement. La datation absolue des strates avec les méthodes du XXIe siècle n'ont pas été concluantes. Des méthodes alternatives de datation relative, par identification de la strate, ont été tentées.
Schoetensack a décrit la couche d'origine, d'environ 10 cm d'épaisseur, comme « une couche de graviers légèrement cimentée à cause du carbonate de calcium, avec de fines couches d'argiles, qui réagissent faiblement à l'acide chlorhydrique ». Sur et en dessous de la couche de la découverte, des sables ont été accumulés par le Neckar. Dans la préface de son étude il affirme : « l'âge de ces sables est communément admis comme antédiluvien d'après les restes de mammifères qu'ils contiennent, bien que certaines espèces suggèrent un rapprochement avec l'âge tertiaire, le Pliocène. D'après les méthodes de datation actuelles, ces constatations impliqueraient une limite basse de 780 000 ans et un maximum de plusieurs millions d'années ».
La littérature spécialisée avait déjà fourni une estimation de l'âge entre 600 000 et 500 000 ans. En novembre 2010, la datation de grains de sable par fluorescence infrarouge et la datation de l'émail d'une dent par la résonance paramagnétique électronique et les séries de l'uranium détermina un âge de 609 000 ± 40 000 ans.

## Description

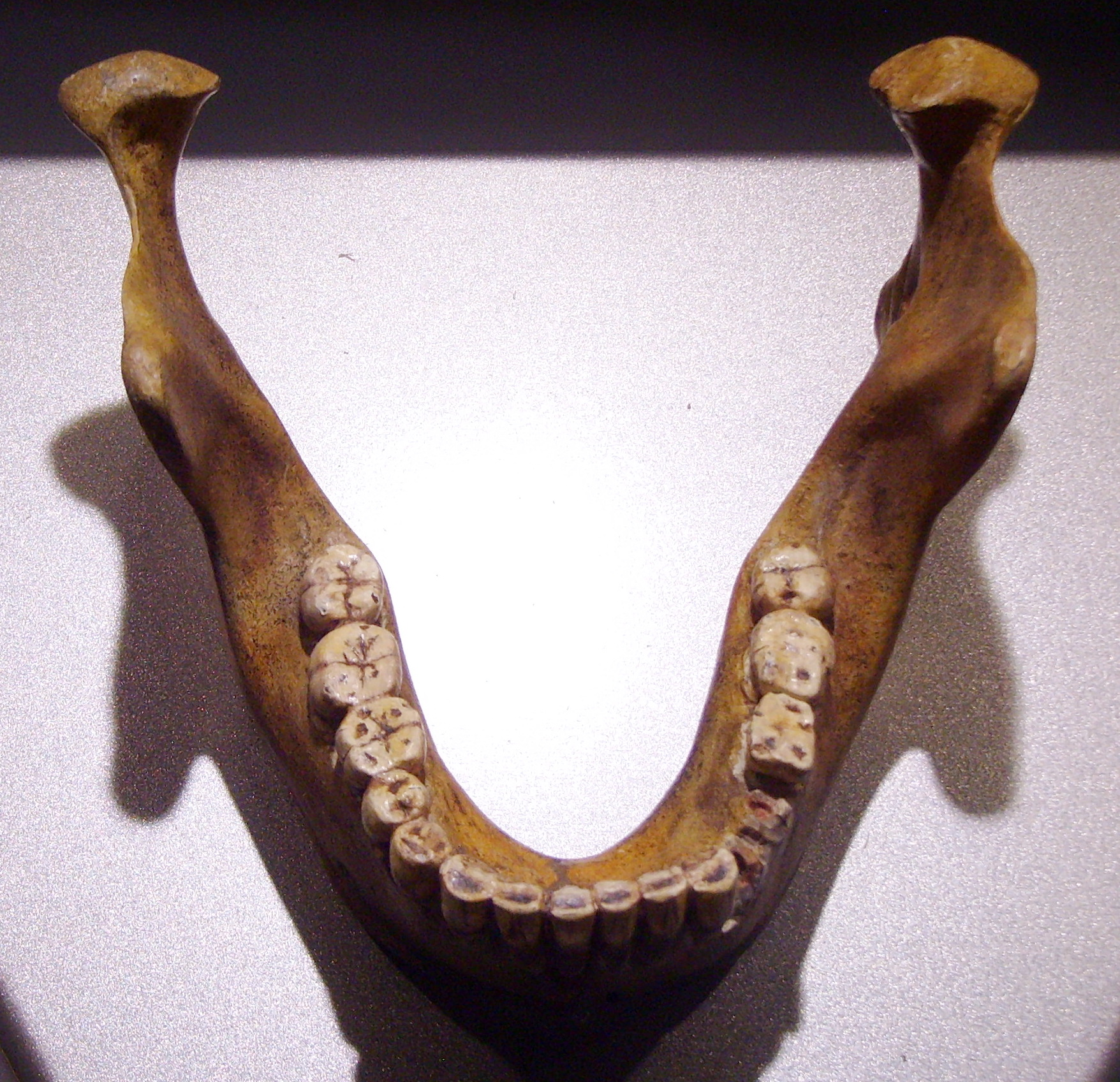
Autre image d'une réplique de la mandibule où on note le large espace disponible pour les dents, comme le constate Schoetensack.

L'analyse anatomique de la mâchoire et la définition de l'espèce Homo heidelbergensis dans la publication de 1908 d'Otto Schoetensack ont été fondées en grande partie sur l'expertise du professeur Hermann Klaatsch, dont il est fait mention dans la préface.
Dans la description Schoetensack écrit que « la nature de notre objet » se révèle « au premier coup d'œil » avec « une certaine disproportion entre la mâchoire et les dents » : « les dents sont trop petites pour l'espace disponible », « cet espace permettrait une plus grande flexibilité de développement ». Plus loin encore : 

« Le fossile montre une combinaison de caractéristiques qui n'ont jamais été trouvées sur une mandibule, et le savant ne doit pas être blâmé de ne l'accepter comme humain qu'à contrecœur. Est notamment absente une caractéristique typique de l'homme, la projection extérieure du menton, et cette carence est associée avec des dimensions du corps mandibulaire extrêmement étranges. La preuve infaillible que nous avons affaire à un fossile humain se trouve dans la nature de la dentition. Les dents parfaitement conservées révèlent leur « cachet » humain : les canines en sont l'expression la plus évidente comparées aux autres groupes de dents. Elles suggèrent une co-évolution modérée et harmonieuse, comme celle des humains récents. »

Une étude ultérieure montra que le propriétaire de la mandibule était mort entre 20 et 30 ans, étant donné la sortie de la troisième molaire hors de l'os.

## Conclusions
À partir de la dentition Schoetensack a donc conclu à une appartenance de la mandibule au genre Homo, jugement qui n'a pas été modifié depuis par les paléoanthropologues. Mais les différences avec Sapiens et Néandertal, l'absence d'un menton d'une part, et de l'autre une taille considérable qui laisserait facilement la place à une quatrième molaire, l'ont conduit à attribuer le fossile à une nouvelle espèce. En sous-titrant son ouvrage « Une contribution à la paléontologie humaine », Otto Schoetensack prend explicitement une position darwiniste « dans le grand débat sur l'origine de l'homme, à savoir que les humains ont évolué à partir du règne animal et ne sont nullement le simple produit d'un acte de création biblique singulier ».
Quant à la position précise de cette mâchoire inférieure dans l'évolution humaine, Schoetensack exprime prudemment que « Homo heidelbergensis est un ancêtre de l'homme européen », et, après des comparaisons méticuleuses et détaillées, que « nous devons donc conclure que la mandibule d'Homo heidelbergensis est pré-néandertaloïde ». Ce point de vue est toujours en vigueur. Toutefois, comme beaucoup de ses collègues du début du XXe siècle, Schoetensack proposa à tort une proximité de la mandibule avec le dernier ancêtre commun de l'Homme et du Chimpanzé : « La mandibule d'Homo heidelbergensis révèle l'état d'origine de l'humanité, qui approche l'ancêtre commun avec les singes ». Or, après recalibrage de l'horloge moléculaire des hominines, on estime aujourd'hui l'âge du dernier ancêtre commun entre les hommes et les chimpanzés à plus de 7 millions d'années.